# Caridina bakoensis
Caridina bakoensis е вид десетоного от семейство Atyidae. Видът не е застрашен от изчезване.

## Разпространение
Разпространен е в Малайзия (Саравак).